# 关都站
关都站（日语：／ Sekito eki */?）位于福岛县耶麻郡猪苗代町大字关都字南切立，是东日本旅客铁道（JR東日本）管辖的磐越西线上的鐵路車站。站名由附近两个村落关胁与都泽的名字合并而成。

## 历史
- 1899年7月15日 - 作为"岩越铁道"车站投入运营[2]。
- 1906年11月1日 - 岩越铁道国有化。
- 1972年9月1日 - 出站检票业务废除。只配置运转值班员。
- 1983年3月10日 - CTC改造后，无人化。
- 1987年4月1日 - 国铁分割民营化后成为JR东日本车站。
- 2001年 - 站房重修[2]。

## 车站结构
侧式站台2台2线的地上车站。站台间通过站内道口连接。通常使用1站台办客。
会津若松管理的无人站

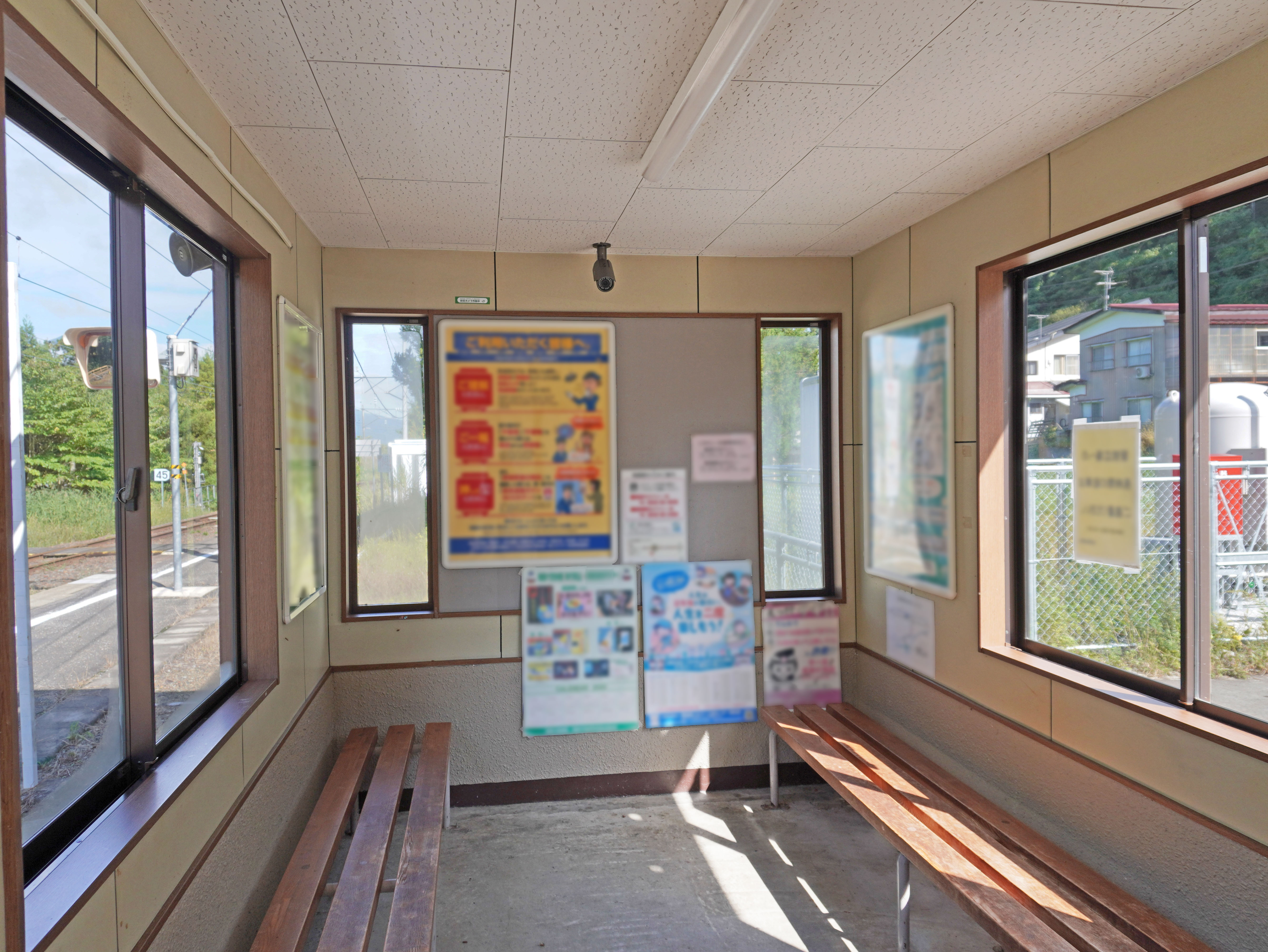
候車室（2022年9月）
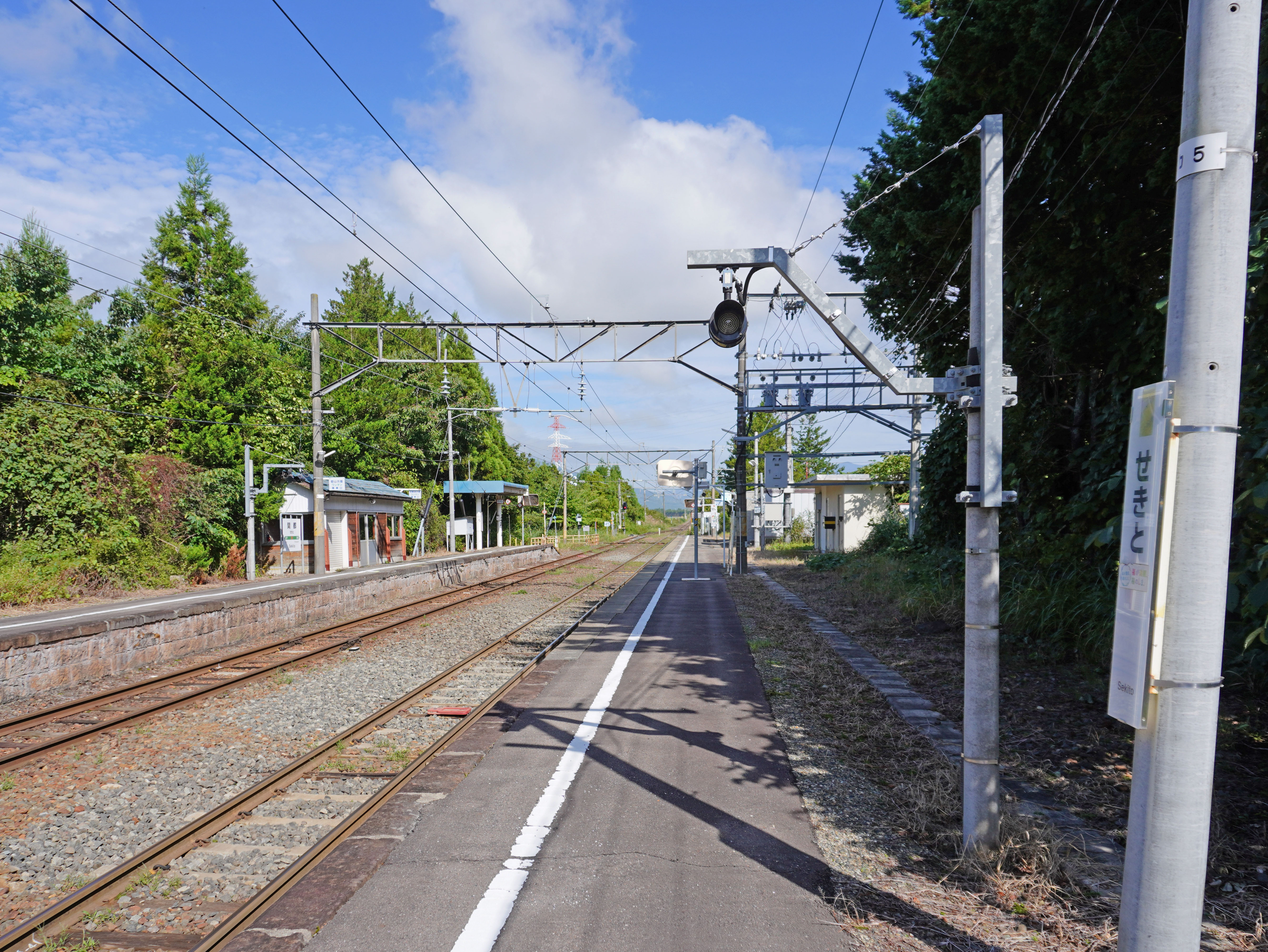
月台（2022年9月）
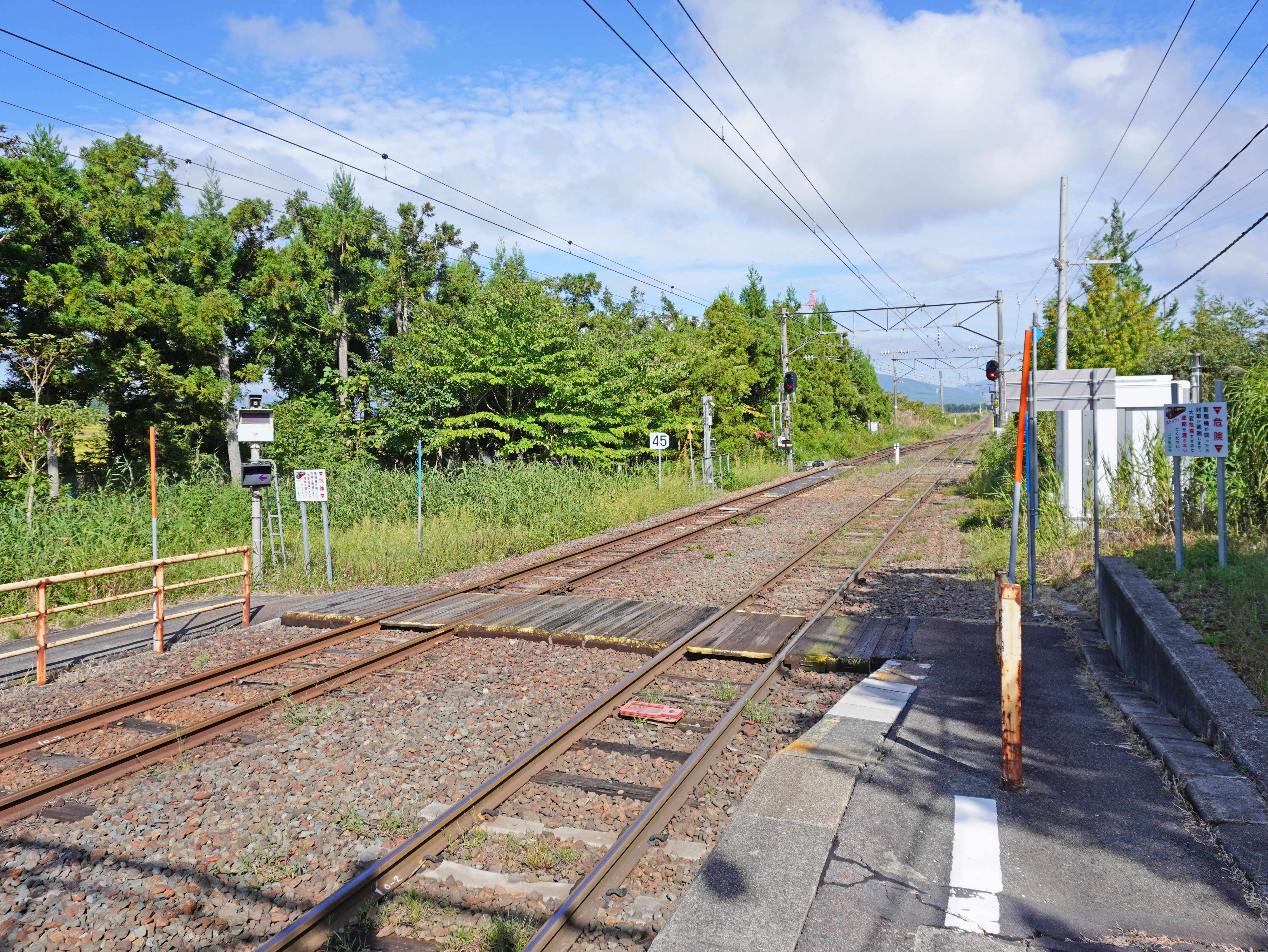
平交道（2022年9月）

### 站台配置
| 站台 | 路线      | 方向 | 目的地               | 备注           |
| ---- | --------- | ---- | -------------------- | -------------- |
| 1    | ■磐越西线 | 上行 | 磐梯热海、郡山方向   |                |
| 1    | ■磐越西线 | 下行 | 猪苗代、会津若松方向 | 通常使用站台   |
| 2    | ■磐越西线 | 下行 | 猪苗代、会津若松方向 | 特殊情况下使用 |

## 相鄰車站
東日本旅客鐵道
■磐越西線
□快速
通过
■普通
上户－（臨）豬苗代湖畔－磐梯热海－川桁